# Monnezzarium
Monnezzarium è un album discografico del cantautore napoletano Tony Tammaro, pubblicato nel 1997.

## Tracce
1. Chat line – 2:23 (Tonitammaro, Finale)
2. Un'altra guerra – 4:40 (Tonitammaro)
3. Mio marito – 3:12 (Tonitammaro)
4. Restituiscimi il mio cuore – 3:50 (Tonitammaro, Finale)
5. Casa Cascella – 2:43 (Tonitammaro, Finale)
6. 'O Trerrote – 3:21 (Tonitammaro, Finale)
7. Ballerino – 3:22 (Tonitammaro, Finale)
8. Serenata cell – 4:23 (Tonitammaro, Finale)
9. Karaoke – 3:18 (Tonitammaro)
10. Chiatta (live con i Neri Per Fame) – 4:30 (Tonitammaro)

Durata totale: 35:42